# 多罗西·迪蕾
多罗西·迪蕾（英語：Dorothy DeLay，1917年3月31日—2002年3月24日），美国小提琴教育家。

## 生平
多罗西·迪蕾出生于美国堪萨斯州，4岁开始学习小提琴，在茱莉亚研究院取得艺术学位，在她的艺术生涯中获得过多个名誉博士学位。对多罗西·迪蕾影响最大的老师是伊凡·加拉米安，她担当过老师的助手，日后同样成为了一名小提琴教育家，她分别自1946年、1948年和1974年起在莎拉劳伦斯学院、茱莉亚音乐学院和辛辛纳提大学音乐学院开课教学。多罗西·迪蕾常在世界各地大师课做客座老师，也参加一些独奏或者室内乐活动。多罗西·迪蕾2002年逝世于纽约，享年84岁。
多罗西·迪蕾曾经指导过的知名学生包括：伊扎克·帕尔曼、马克·卡普兰、五嶋绿、諏訪内晶子、張永宙、林昭亮、奈吉尔·肯尼迪、什洛莫·敏茨、柯爾亞·布拉赫、吉尔·沙汉姆、李传韵、陳慕融、刘扬、吴思桦 （页面存档备份，存于）、神尾真由子等等。

## 所獲榮譽
- 1994年在白宫获美国总统克林顿颁发国家艺术勋章（英语：List of recipients of the National Medal of Arts）。
- 1997年获得耶鲁大学桑福德奖章（英语：Samuel_Sanford#Sanford_Medal）。
- 1998年因对日本音乐文化的贡献而获瑞寶章。